# Ковский, Вадим Евгеньевич
Вади́м Евге́ньевич Ко́вский (2 апреля 1935, Москва — 15 февраля 2022) — советский и российский литературный критик, литературовед. Доктор филологических наук, профессор, автор книг и статей, посвященных русской литературе и критике XX века (история, теория, методология), а также жизни и творчеству Александра Грина, поэзии Валерия Брюсова и Владимира Маяковского, прозе Алексея Толстого и Константина Паустовского, трагической судьбе Исаака Бабеля.

## Биография
Отец — Евгений Николаевич Ковский, журналист, очеркист, прозаик, в годы Великой Отечественной войны был в Киргизии московским корреспондентом газеты «Медицинский работник». Мать — Ольга Самойловна (до замужества Халфина) — уроженка Одессы, из семьи еврейского ремесленника.
В первый год войны эвакуирован с матерью из Москвы — сначала в Пензенскую область, потом в Киргизию. В 1958 г. окончил с отличием филологический факультет Киргизского государственного университета (г. Фрунзе).
Печататься начал в 1958 г. (статьи и рецензии о литературе, театре, кино в местной периодической печати, г. Фрунзе).
В 1958—1959 гг. — литературный сотрудник «Учительской газеты» Министерства просвещения Киргизской ССР. В 1961—1964 гг. редактор и главный редактор издательства «Наука» («Илим») Академии наук Киргизии.
В 1964 г. возвратился в Москву и поступил в аспирантуру Института мировой литературы Академии наук СССР, которую закончил в 1966 гг.
С 1966 по 1990 г., с перерывами, работал в Институте мировой литературы АН СССР. В 1967 г. защитил здесь кандидатскую диссертацию «Творчество А. С. Грина. Концепция человека и действительности» (специальность 10.01.01 — русская литература). В 1986 г. защитил на факультете журналистики МГУ докторскую диссертацию «Литературный процесс 60 — 70-х гг. и его осмысление в критике» (специальность 10.01.10 — журналистика). В 1980 г. получил ученое звание старшего научного сотрудника Академии наук СССР.
С 1980 по 2013 гг. преподавал русскую литературу XX века (внештатно и штатно) в Литературном институте им. А. М. Горького (Москва). В 1993 −1994 гг. заведовал в Литературном институте им. А. М. Горького (Москва) кафедрой русской литературы XX века. В 1991 г. получил ученое звание профессора. В Литературном институте читал курс по истории русской советской литературы 20-30-х годов, спецкурсы «Эстетические взгляды В.Маяковского», «Художественный мир Александра Грина», «Путь и судьба Исаака Бабеля», «Александр Грин и Исаак Бабель: полюса романтизма». Вел семинары по текущей советской литературе, руководил аспирантами.
С 1962 г. — член Союза журналистов СССР, с 1974 г. член Союза писателей СССР (после 1991 года, соответственно, — член Союза писателей и Союза журналистов Москвы).
В 1983—1986 гг. заведовал отделом поэзии и был членом редколлегии журнала «Дружба народов».
Вадим Ковский скончался 15 февраля 2022 года. 

## Научные интересы
- История русской литературы «серебряного века» и советской эпохи (20-30-е и 60-80-е годы).
- Теория литературного процесса.
- Проблемы методологии литературоведения и критики.
- Творческие биографии русских прозаиков и поэтов.

## Книги
- Александр Грин. Преображение действительности. — Фрунзе, «Илим», 1966.
- Романтический мир Александра Грина. — М., «Наука», 1969.
- Писатель и современность. — М. «Знание», 1977.
- Преемственность. — М., «Знание», 1981.
- Литературный процесс 60-70-х годов. — М., «Наука», 1983.
- Пафос гуманизма. — М.,"Знание", 1985.
- Реалисты и романтики. — М., «Художественная литература», 1990.
- Литература после «оттепели». — М., Изд-во Литературного института им. А. М. Горького, 2012.[7]
- Когда мы были вместе (Из воспоминаний и очерков разных лет). — Бишкек, 2012.
- Уплывающие берега, или Время вспоминать… — СПб, Союз писателей Санкт-Петербурга — журнал «Звезда», 2014[8] и др.
- В лабиринте Зазеркалья. СПб, Супер, 2020.

## Составление книг, предисловия к ним
- Советская поэзия 50-70-х годов (М., «Русский язык»,1982).
- Происхождение мастера (М., «Московский рабочий», 1985).
- Российские фантасмагории. (М., «Автор», 1992).
- Собрание сочинений А. С. Грина. В шести томах (М., «Правда», 1980).
- Собрание сочинений А. С. Грина. В пяти томах (М., «Художественная литература», 1991—1997).
- Жизнь Александра Грина, рассказанная им самим и его современниками (М. Феодосия, Издательство Литературного института им. Горького — Издательский дом «Коктебель», 2012) и др.

## Статьи
Ковский — автор более чем 100 статей и рецензий по проблемам теории и истории русской литературы XX века, а также методологии критики в сборниках коллективных трудов ИМЛИ РАН, в журналах «Вопросы литературы», «Литературное обозрение», «Литературная учёба», «Новый мир», «Знамя», «Дружба народов», в «Литературной газете» и других периодических изданиях. В том числе:
- Эмиль Золя — сатирик (В кн.: О мастерстве сатиры. Вып. 1. Фрунзе, 1960).
- Об интеллектуализме, мещанстве и чувстве времени («Лит. газета», 1968, 23 октября).
- Жизнь и стиль (В кн.: Жанрово-стилевые искания современной советской прозы. М., «Наука», 1971).
- Живое произведение и «шкала ценностей» («Вопр. лит.», 1973, № 2).
- «Будь заодно с гением…»: личность писателя и позиция критика («Новый мир», 1974, № 1).
- Социология литературы или социология против литературы? («Лит. обозрение», 1974, № 8).
- Писатель и современность. Статьи первая и вторая («Дружба народов», 1975, № 12; 1976, № 1).
- Труд сеятеля. Литературное наследие Валерия Брюсова («Новый мир», 1975, № 1).
- Четыре тома Краткой Литературной Энциклопедии («Вопр. лит.», 1976, № 7).
- Мысли и сердце. Об одном типе художественного конфликта (Знамя, 1978, № 8).
- Роман и современность. Проблемы развития жанра (В кн: Советский роман: Новаторство. Поэтика. Типология. М., «Наука», 1978).
- Закон единства. Современная литература в масштабе культуры («Новый мир», 1980, № 8).
- Первый опыт теории критики («Дружба народов», 1984, № 4).
- Актуальность художественных исканий А. Н. Толстого (в кн.: А. Н. Толстой. Материалы и исследования. М., «Наука», 1985).
- Тип — герой — характер («Дружба народов», 1985, № 11).
- Литература и критика в зеркале теории («Дружба народов», 1987, № 4).
- «Желтая кофта» Юрия Карабчиевского («Вопр. лит.», 1990, № 3).
- Проблема нового творческого метода и «руководство» культурой (В кн.: История советской литературы: Новый взгляд. Ч.1. М., «Советский писатель», 1990).
- XX век как литературная эпоха («Вопр. лит.», 1993, вып. 2).
- Судьба текстов в контексте судьбы [Исаак Бабель] («Вопр .лит.», 1995, вып.1).
- О себе и о времени. (Анкета критиков и литературоведов) («Вопр. лит.», май — июнь, 2000).[9]
- В поисках потраченного времени, или Воспоминание об ИМЛИ («Звезда», 2011, № 7, 8).[10]
- Литературный быт в позднесоветских декорациях («Звезда», 2013, № 3, 4).[11][12]
- Национальный вопрос в отсутствие ответов («Звезда», 2014, № 7)[13] и др.